# Argenis Salazar
Argenis Antonio Salazar Yépez (Anaco, estado Anzoátegui, Venezuela -  4 de noviembre de 1961), también conocido como Ángel Salazar, es un ex campocorto de las Grandes Ligas de Béisbol que jugó para los Montreal Expos (1983–84), Kansas City Royals (1986–87) y Chicago Cubs (1988).
Salazar llegó como campocorto con Montreal en 1983. Había sido contratado por los Expos como agente libre aficionado en 1980 y comenzó a jugar en los Expos de Calgary ese año.

## Carrera profesional

### En Grandes Ligas
A los 21 años de edad, jugaba en AAA con Wichita Eros, en 1983, y tuvo un promedio de bateo de .302. Fue considerado una estrella en ascenso y se le entregó el puesto de titular de los Expos al comienzo de la temporada de 1984. Sin embargo, fue el resultado de una mala comprensión de su cifras de bateo: Wichita era un paraíso para los bateadores y las cifras de bateo de Salazar no evidenciaban ni poder ni bases por bolas. Por lo tanto, falló por completo en batear con los Expos, con una línea de bateo de .155/.178/.201 en 80 juegos. Fue una de las peores líneas de un bateador que obtuvo un tiempo de juego sustancial en la segunda mitad del siglo XX.
Después de una larga serie de campocortos provenientes de Venezuela, Salazar tuvo un rango por debajo del promedio. Luchó con el bate, la mayor parte del tiempo cerca de la Línea Mendoza (mantener un mínimo de .200 de promedio al bate). Era un buen fildeador pero no excepcional, con un brazo fuerte y preciso. 
Esa temporada agotó su bienvenida en la organización de los Expos. Luego fue seleccionado por los St. Louis Cardinals en el draft de compensación de agente libre de 1985, pero no logró impresionar durante el entrenamiento de primavera de 1985 y fue cambiado a los New York Mets, por José Oquendo.
Después de una temporada jugando en AAA para los Mets, fue enviado a los Kansas City Royals a cambio del lanzador prospecto Tony Ferreira justo antes de la temporada de 1986. Buddy Biancalana fue el campocorto titular, luego de haber ocupado el puesto durante la postemporada de 1985, pero Salazar lo eclipsó rápidamente. Bateó .245 en 117 juegos, pero fue lo suficientemente estable en el campo para mantener el trabajo por otra temporada.
En 1987, su promedio de bateo cayó a .205 en 116 juegos y los Reales decidieron buscar a otro campocorto. Sin embargo, había conectado los únicos dos jonrones de su carrera en las Grandes Ligas ese año. Salazar fue trasladado a los Cincinnati Reds junto con P Danny Jackson a cambio de Ted Power y Kurt Stillwell. Nuevamente no pudo salir del entrenamiento de primavera en 1988, pero después de ser liberado, fue recogido por los Cachorros de Chicago. Pasó la temporada de 1988 en Chicago, como suplente escasamente utilizado del campocorto Shawon Dunston; en 34 juegos, bateó .250, el máximo de su carrera. Estuvo fuera del béisbol en 1989, luego intentó regresar con la organización de los Expos en 1990, pero bateó solo .208 en 15 juegos para Indianápolis. Su última temporada de ligas menores fue con los Salinas Spurs de la Liga de California, que no están afiliados, en 1991, donde bateó .254 en 22 juegos.
En una carrera de cinco años, Salazar tuvo 188 hits, con 2 jonrones y 59 carreras impulsadas en 886 turnos al bate.

### En la liga venezolana
Salazar debutó, a los 19 años de edad, con los Tiburones de la Guaira en la Liga Venezolana de Béisbol Profesional, en la temporada 1980-1981. En La Guaira formó parte del grupo llamado "La Guerrilla", junto con Oswaldo Guillén, Gustavo Polidor, Norman Carrasco, Luis Salazar, Carlos “Café” Martínez, Juan Francisco Monasterios, Alfredo Pedrique, Raúl Pérez Tovar, Felipe Lira, entre otros. También jugó para las Águilas del Zulia, desde 1988 a 1991; para los Petroleros de Cabimas, desde 1991 a 1993; y culminó su carrera con los Tigres de Aragua, en la campaña 1993-1994.
Conquistó el campeonato en cuatro oportunidades, tres con La Guaira, 1982-1983, 1984-1885, 1985-1986 y el último con los Tigres en la 93-94.
En la temporada 1981-1982 recibió el premio al Novato del Año.

### Como técnico
Fue el Gerente de 2006 de los Bravos de DSL en la Liga Dominicana de Verano.